# Jogerő

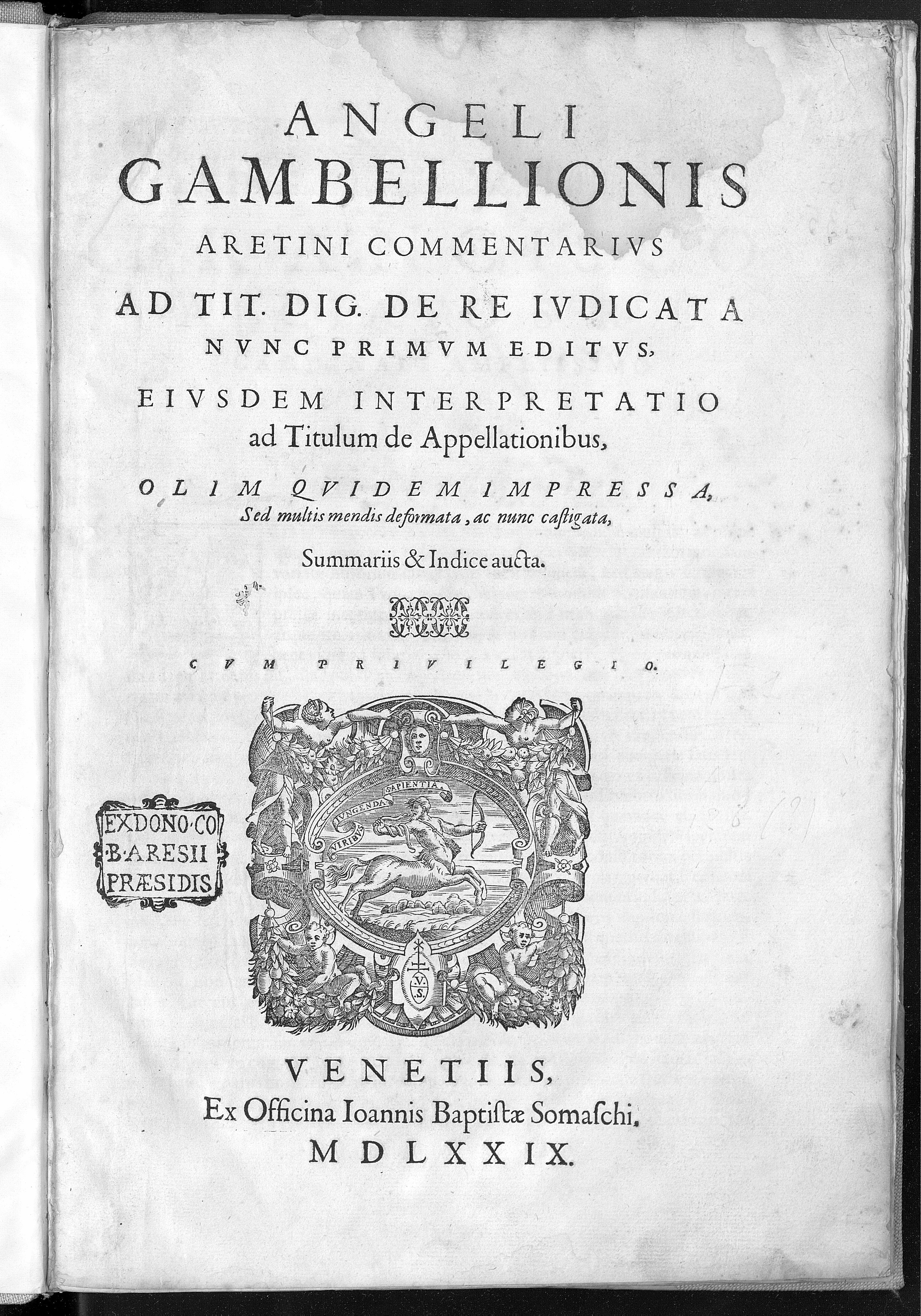
Egy monográfia az ítélt dologról 1579-ből

A jogerő jogi fogalom, amelyet elsősorban bírói ítéletek hatásaként említenek. A jogerő a bírói határozatnak rendes perorvoslattal meg nem támadhatósága. Azt a bírói határozatot mondjuk jogerősnek vagy  jogerőre emelkedettnek, amely ellen rendes perorvoslattal élni nem lehet.
Közvetlen összefüggésben van a jogerővel az ítélt dolog (latinul res iudicata vagy res judicata). Ennek lényege az, hogy a bíróság által már egyszer véglegesen eldöntött jogi kérdésben újabb jogvita, peres eljárás nem indítható. 
„Az anyagi jogerő célja – stratégiai értelemben – a jogviták gordiusi csomójának átvágása. Taktikai fegyverként szolgálhat jogi támadások kivédésére is.”

## A magyar Alkotmánybíróság gyakorlatában
Az Alkotmánybíróság több alkalommal foglalkozott a jogerő jellegzetességeivel, így pl.a 3133/2017. (VI. 8.) AB-határozatban rámutatott, hogy a jogerő jogintézménye alapvetően a jogállamiság követelményeiből fakad. A biztosítékát szolgálja annak, hogy valamely jogalkalmazó szerv döntése véglegessé válhasson, más szavakkal: a döntésben foglaltak ne képezhessék további jogvita tárgyát. A jogerős döntés nem támadható meg rendes jogorvoslattal, így az abban érintett jogviszonyok végleges rendezést nyerjenek.

## Története
Már az ókori Rómában fontos jogi fogalom volt. Az öt autentikusnak elfogadott jogtudós egyike, Domitius Ulpianus határozta meg az 'ítélt dolog fogalmát: Res iudicata pro veritate accipitur. (Ulp. D. 50, 17, 207.)
Az ítélt dolgot (jogerős ítéletet) igazságként kell elfogadni.

## A büntetőeljárásban
A büntetőeljárásban a jogerő azt jelenti, hogy az ezzel rendelkező döntés végleges, vagyis megváltozhatatlan, mindenkire kiterjed, és rendes jogorvoslattal nem megtámadható. A határozatok jogerejéről, véglegességéről és ennek tanúsításáról az új Be. 456-462. §-ai rendelkeznek. 

### Az anyagi és az alaki jogerő
Jogerős határozatról a vádról való kötelező döntés esetében beszélhetünk. Ez a döntés, amely ítélt dolgot jelent, a büntetőjogi főkérdések tekintetében születik meg; azt eredményezi, hogy a benne foglaltak végrehajthatóakká válnak. A jogerő egységes, törvényi fogalma tehát az új Be.-ben csak az anyagi jogerőre vonatkozik, erről csak a bíróság ügydöntő határozatai esetében beszélhetünk.
Ugyanakkor a bíróság nem ügydöntő határozatai kizárólag alaki jogerővel bírnak. Az ilyen határozatok egy része fellebbezéssel megtámadható, és csak ezt követően áll be az alaki jogerő, és válik a határozat végrehajthatóvá. A nem ügydöntő határozatok másik része rendes jogorvoslattal nem megtámadható: az ilyen határozat megszületésekor már beáll az alaki jogerő, és azonnal végrehajthatóvá válik.